# بيتر فورد (لاعب كرة قدم)
بيتر فورد (بالإنجليزية: Peter Ford)‏ (10 أغسطس 1933 في المملكة المتحدة - ) هو مدرب كرة قدم ولاعب كرة قدم بريطاني في مركز الدفاع. لعب مع بورت فايل وستوك سيتي وماكليسفيلد تاون ووست بروميتش ألبيون وستافورد رينجرز.

## وصلات خارجية
- بيتر فورد على موقع قاعدة بيانات كرة القدم.إي يو (الإنجليزية)